# مستيري
مستري هي قرية تقع جنوب مدينة الجنينة بالسودان.

## تاريخ
وفي 25 و26 يوليو 2020، وقعت مجزرة شارك فيها حوالي 500 مسلح هاجموا مستيري، مما أسفر عن مقتل أكثر من 60 شخصًا. ارتكبت المجازر هذه في القرية خلال صراع عام 2023، والتي حدثت خلال معركة الجنينة بشكل خاص، وفي الصراع بشكل عام.

## التركيبة السكانية
القرية هي موطن لقبيلة المساليت بشكل رئيسي.